# Idiocera (Idiocera) thaiicola
Idiocera (Idiocera) thaiicola is een tweevleugelige uit de familie steltmuggen (Limoniidae). De soort komt voor in het Oriëntaals gebied.